# Francisco Javier Landáburu Fernández de Betoño
Francisco Javier Landáburu Fernández de Betoño (Vitòria, 5 de setembre de 1907 - París, 1963) fou un polític basc. Es llicencià en dret a la Universitat de Valladolid i treballà com a lletrat assessor de la Cambra de Comerç i Indústria d'Àlaba. Des del 1926 va col·laborar als diari El Heraldo Alavés i des del 1930 a El Día, òrgan del Partit Nacionalista Basc a Vitòria. Alhora, va compondre la lletra del primer himne del Deportivo Alavés i va patrocinar el grup Baraibar, que promocionava l'ús del basc a Àlaba.
Quan es va constituire la Comissió d'Autonomia de la Societat d'Estudis Bascos, en fou nomenat membre de la secció alabesa i va prendre part activa en la campanya per l'Estatut d'Estella. A les eleccions generals espanyoles de 1933 fou elegit diputat per Àlaba. Les seves intervencions parlamentàries es basaren en la defensa de l'Estatut Basc i formà part de la comissió parlamentària del cas estraperlo. No fou escollit a les eleccions generals espanyoles de 1936.
Quan esclatà la guerra civil espanyola era membre de l'Euskadi Buru Batzar i va romandre a Vitòria, raó per la qual fou detingut dos cops i deixat en llibertat. Com que es posicionà contra l'aixecament franquista, es va amagar fins a setembre de 1937, quan pogué travessar el Pirineu amagat al maleter d'un cotxe, i s'establí a Donibane Lohitzune. El PNB el va nomenar representant del partit a París i representant del Govern d'Euzkadi a la Ligue International des Amis des Basques (de la que en formaven part François Mauriac, Jacques Maritain i Edouard Herriot). Quan el Tercer Reich va ocupar França, fou desterrat a la Rochelle, on va col·laborar amb Servicios, servei d'intel·ligència del PNB que va treballar per als Aliats, i l'agost de 1944 participà en l'alliberament de París amb el lehendakari José Antonio Aguirre Lekube.
El 1951 fou un dels promotors del Consell Basc del Moviment Europeu, de la Unió Federalista de Comunitats Ètniques d'Europa i de la Internacional Demòcrata Cristiana. En el Congrés d'Estudis Bascos celebrat a Biàrritz el 1948 va ser director de la secció de Dret Basc, i per al Congrés Mundial Basc celebrat el 1956 fou nomenat ponent de la secció cultural. A la mort d'Aguirre el 1960 va substituir Jesús María de Leizaola Sánchez com a vicepresident del Govern d'Euzkadi a l'exili, càrrec que va ocupar fins a la seva mort.
És pare del periodista Gorka Landáburu i del polític socialista Eneko Landáburu.

## Obres
- El nacionalismo en Araba
- La causa del pueblo vasco (1956)
- José Antonio de Aguirre, forjador de la nación vasca (1963)